# Parnitha Olympic Mountain Bike Venue
Das Parnitha Olympic Mountain Bike Venue ist ein bewaldetes Gelände im Gebirge Parnitha 35 km von Athen und 7,5 km vom olympischen Dorf entfernt, wo während der Olympischen Sommerspiele 2004 die Mountainbike-Wettkämpfe stattfanden. Das Gelände ist 100 Hektar groß und befindet sich im westlich gelegenen Vorort Acharnes.
Koordinaten: 38° 8′ 0″ N, 23° 41′ 0″ O